# Roddy Bottum

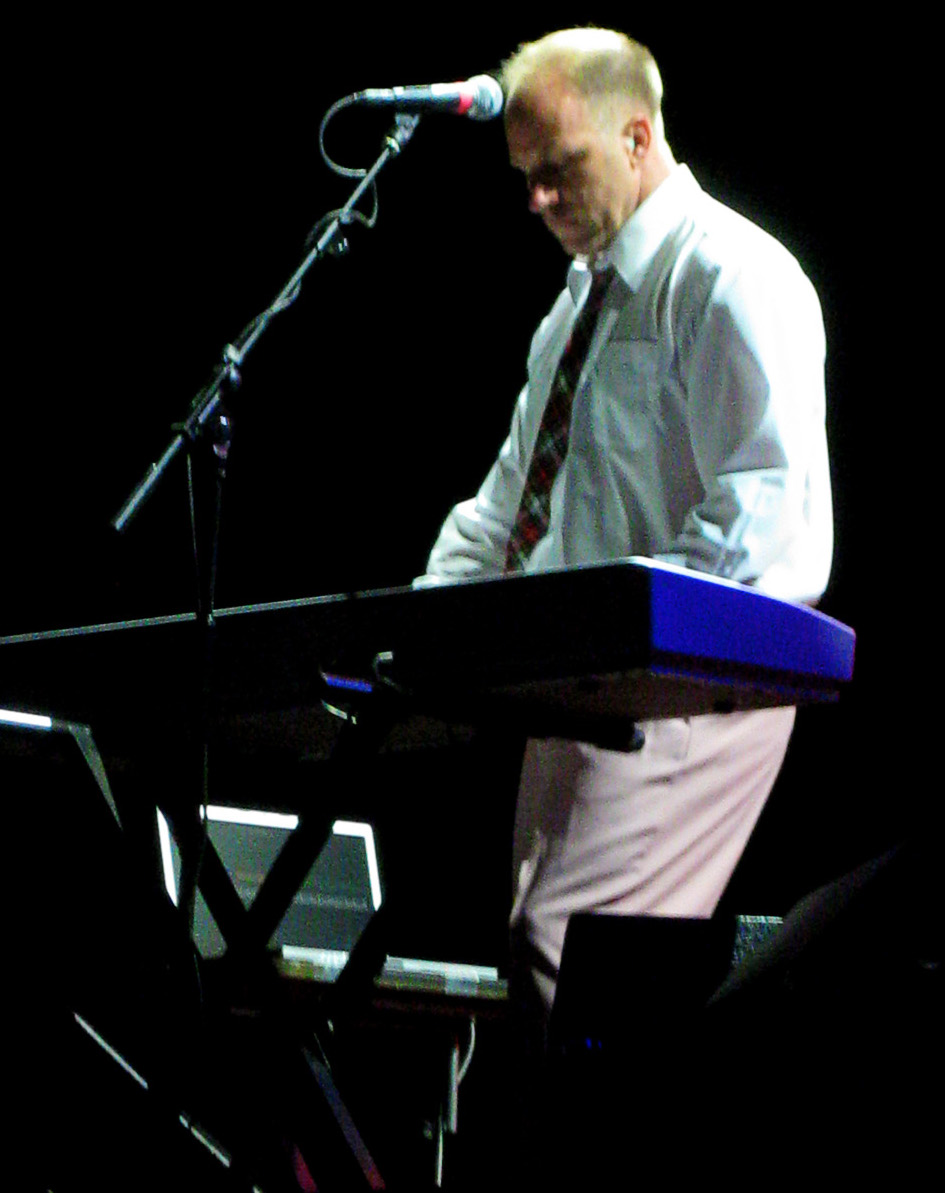
Roddy Bottum, 2009

Roswell „Roddy“ Christopher Bottum III (* 1. Juli 1963 in Los Angeles, Kalifornien) ist ein US-amerikanischer Musiker, der als Keyboarder der Rockband Faith No More bekannt wurde.

## Leben
Bottum lernte bereits in frühem Alter Klavier spielen und zog mit 18 Jahren zum Studium nach San Francisco, wo er 1982 Mitglied von Faith No More wurde. Er blieb dort Keyboarder bis zur Auflösung der Band im Jahre 1998. Zuvor gab es über ihn jedoch bereits Austrittsgerüchte, da er nach Angel Dust weniger zur Bandarbeit beitrug und sich ab 1996 zunehmend seinem eigenen Projekt, der Indiepop-Band Imperial Teen, widmete.
Imperial Teen war zwar nach der Auflösung von Faith No More noch aktiv, erreichte aber nicht mehr deren Erfolg. Als fünftes und vorerst letztes Album der Band erschien im Jahr 2019 Now We Are Timeless, das von der Kritik eher negativ bewertet wurde.
Im Jahre 2005 arbeitete Bottum an der Filmmusik der Komödie Mein Name ist Fish. 2005 komponierte Bottum die Filmmusik für Craig Chesters Film Adam & Steve. Seit dieser Zeit hat er die Filmmusik für verschiedene Filmproduktionen komponiert. Im Jahr 2009 startete er mit Faith No More eine weltweite Reunion-Tour, die im Dezember 2010 mit einem Konzert in Chile beendet wurde. Ergebnis der weiteren Arbeit mit der Band war das im Mai 2015 veröffentlichte Faith-No-More-Album Sol Invictus, das mit Platz 15 der US- und Platz 4 der deutschen Charts an frühere Erfolge anknüpfen konnte.
Bereits im Jahr 1993 hatte er sich im US-Magazin The Advocate als homosexuell geoutet. Dieser Schritt sorgte vor allem in seinem Heimatland für Aufmerksamkeit, da es zu dieser Zeit für Musiker aus der Metalbranche selten war, sich zu ihrer Homosexualität zu bekennen.
Im Jahr 2020 startete er mit seinem Partner Joey Holman während der Lockdown-Phase der COVID-19-Pandemie sein neues musikalisches Projekt MAN ON MAN. Der Debüt-Single Daddy folgte im Mai 2021 das Album MAN ON MAN, das die beiden Musiker im kalifornischen Oxnard aufgenommen hatten. Dorthin hatten sie sich vor den Corona-Maßnahmen zurückgezogen und hier unter anderem ihre in dieser Zeit erfahrene Angst und Isolation verarbeitet. Dabei charakterisiert Bottum den Sound selbst als optimistisch und bezeichnet ihn als „glatzköpfig und sexuell“. Nach dem Ende der Pandemie tourte Bottum mit MAN ON MAN in den USA und Großbritannien. Im Juni 2023 erschien mit Provincetown ein zweites Album des Projekts.